# Füles sarlósfecske
A füles sarlósfecske (Hemiprocne comata) a madarak osztályának sarlósfecske-alakúak (Apodiformes)  rendjébe és az erdei sarlósfecskefélék (Hemiprocnidae) családjába tartozó faj.

## Előfordulása
Brunei, Indonézia, Malajzia, Mianmar, a Fülöp-szigetek és Thaiföld területén honos. Megtalálható szubtrópusi és trópusi nedves síkvidéki, mangrove és hegyvidéki erdőkben.

## Alfajai
- Hemiprocne comata comata
- Hemiprocne comata major

## Külső hivatkozás
- Képek az interneten a fajról[halott link]
- Ibc.lynxeds.com - videók a fajról
- Xeno-canto.org - a faj hangja és elterjedési térképe